# 코너숍
코너숍(Cornershop)은 영국의 록 밴드이다.